# Grande Oriente Ibérico
El Grande Oriente Ibérico es una obediencia masónica que cubre tanto España como Portugal y Francia, cuya característica principal es que trabaja mayoritariamente en el Rito Francés, llamado también "Moderno". Fue fundado en el año 2001 por logias de España y Portugal. Toma el nombre de la obediencia homónima, cuya efímera existencia en el siglo XIX dio paso al Grande Oriente Español, integrado actualmente en la Gran Logia de España. 

## Historia
El Grande Oriente Ibérico histórico fue creado en 1876 a partir de logias disidentes del Grande Oriente Nacional de España, liderados por el vizconde de Ros. Desapareció al reintegrarse al Grande Oriente Nacional de España bajo el nuevo nombre de Grande Oriente Español en 1893. El Grande Oriente Ibérico actual se reconoce como heredero espiritual de los principios liberales que inspiraron tanto al Grande Oriente Ibérico original como al Grande Oriente Español. Este último agrupó en la primera mitad del siglo XX a los masones más liberales, todos ellos comprometidos con la causa de la II República española.
De igual modo, la obediencia actual se identifica con los principios adogmáticos que inauguraran el Gran Oriente de Bélgica en 1872 y el Gran Oriente de Francia en 1877, y que les valiera la ruptura con la Gran Logia Unida de Inglaterra. Por ello, sus logias no trabajan necesariamente con la Biblia cristiana, sino con las Constituciones de Anderson, con un libro en blanco, con la Declaración de los Derechos del Hombre y del Ciudadano (1789), o bien con la Declaración de los Derechos Humanos de las Naciones Unidas (1948). Asimismo, no trabajan necesariamente “A la Gloria del Gran Arquitecto del Universo”, sino “Al Progreso de la Humanidad”. Por su carácter profundamente liberal, el Grande Oriente Ibérico hace suyo el lema adoptado por la masonería francesa del siglo XIX de “Libertad, Igualdad y Fraternidad”.
Dentro del Rito Francés Moderno, sus logias utilizan rituales que corresponden a ediciones más actualizadas en su versión liberal y adogmática. En definitiva, sus rituales corresponden a los que surgieron de las reformas llevadas a cabo tanto por Louis Aimable en 1866, como por Arthur Groussier en 1938. No obstante, una de sus logias trabaja la versión original del "Régulateur du Maçon" de 1801. 
Como obediencia simbólica, sólo trabaja en los tres primeros grados del Rito Francés Moderno, a saber: Aprendiz, Compañero y Maestro. Los grados superiores, denominados "Órdenes de Sabiduría" en el Rito Francés o Rito Moderno, son administrados por el Gran Capítulo General del Rito Francés de España - Supremo Consejo del Rito Moderno para España, reconocido por el Supremo Conselho do Rito Moderno - Brasil, la más antigua e histórica Potencia Filosófica del mundo que ha practicado ininterrumpidamente los Órdenes de Sabiduría.
Dicho Gran Capítulo General del Rito Francés o Moderno para España es mixto y cuenta con un total de 6 Soberanos Capítulos activos: Capítulo Gerión en La Coruña, Capítulo Unión en Madrid, Capítulo Ferrer i Guàrdia en Barcelona, Capítulo Díaz y Pérez en Badajoz, Capítulo Igualdade en Lisboa y Capítulo M.A.S. en los Valles de Europa/París.
Hoy en día el Grande Oriente Ibérico se autodefine como una obediencia liberal, adogmática y mixta. Cuenta con 14 logias, las cuales pueden ser masculinas, femeninas o mixtas, tanto en la península ibérica como en Francia.
El GOI tiene Carta Patente del Gran Oriente de Bélgica y Acuerdos y Tratados de Amistad con el Gran Oriente Lusitano, el Gran Oriente Latinoamericano, la Federación Colombiana de Logias Masónicas, la Gran Logia de Marruecos, el Gran Oriente de los Estados Unidos de América, entre otros.

## Enlaces
- Grande Oriente Ibérico
- Gran Capítulo General del Rito Francés de España

- Datos: Q1155337